# Gösta "Pollenkungen" Carlsson
Gösta "Pollenkungen" Carlsson, född 30 november 1918 i Skörpinge utanför Ängelholm, död 4 oktober 2003 i Ängelholm, var en svensk företagare som grundade företaget Cernelle. 

## Biografi
Carlsson intresserade sig tidigt för bin. Som sexåring fick han sin första bikupa. Han jobbade som tågklarerare i tio år, men i slutet av 40-talet tog han tjänstledigt från SJ, för att arbeta med bin och pollen på heltid.
Under 1950-talet lade han grunden till företaget Cernelle och naturläkemedlet Cernitol av pollen. Pollenpreparatet togs 1976 upp i Marknadsdomstolen då det inte bedömdes uppfylla socialstyrelens krav på dokumentation.
Carlsson blev känd i hela Sverige när han byggde en ishall och finansierade en storsatsning för ishockeylaget Rögle BK som tog dem till högsta serien i ishockey i mitten på 1960-talet. 

### Möte med utomjordingar

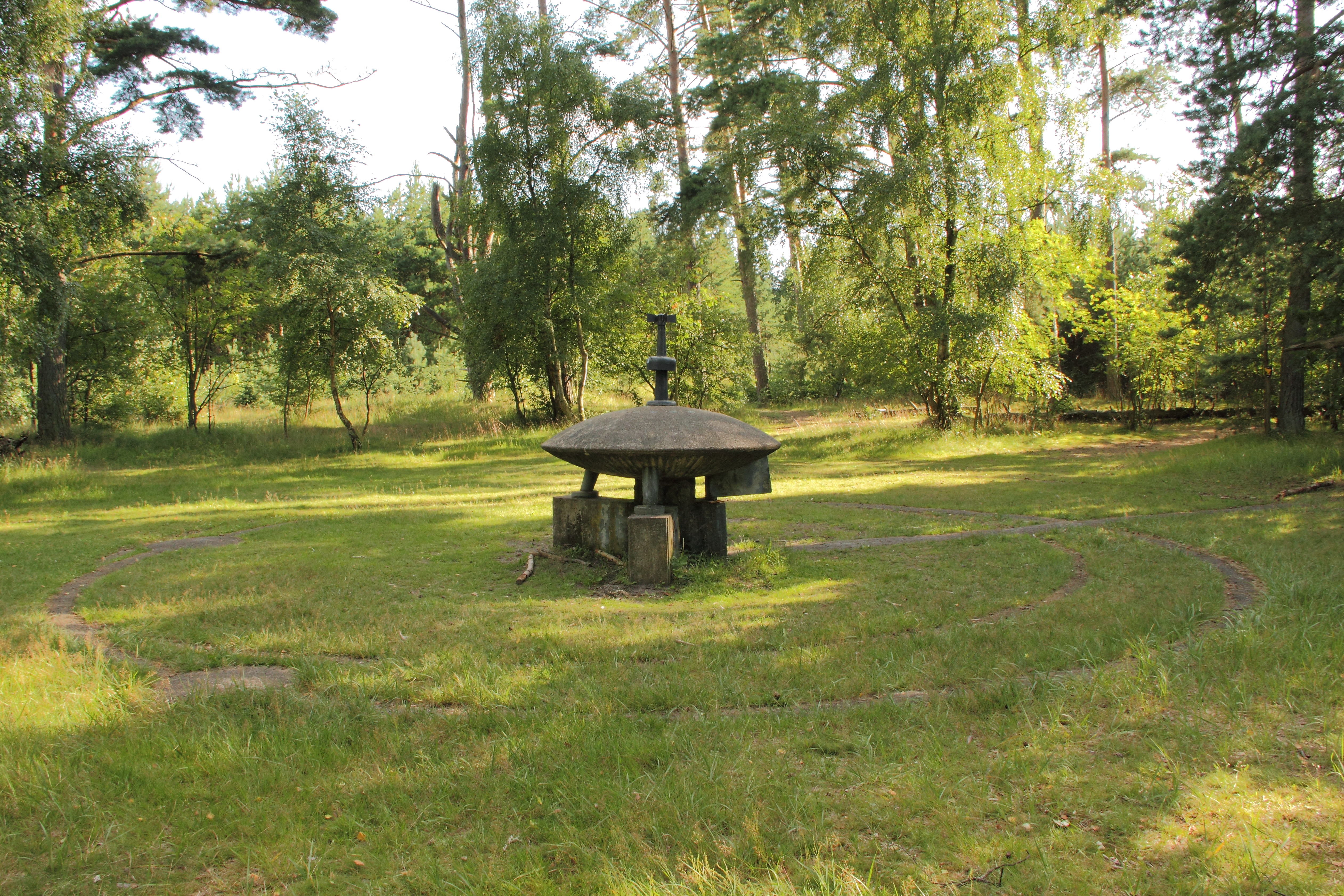
UFO-monumentet i Ängelholm.

Bakom alla framgångar låg enligt Carlsson själv ett möte med varelser från ett UFO, som landat i en glänta utanför Ängelholm den 18 maj 1946. Carlsson uppgav att han fick receptet på pollenpiller av utomjordingarna.
1972 uppförde Carlsson UFO-monumentet i Ängelholm på platsen för mötet.
Boken Mötet i gläntan av Clas Svahn och dokumentären Pollenkungen handlar om Carlssons möte med utomjordingar.